# Telo Garcia
Telo Garcia (século XIV) foi um escultor, provavelmente espanhol, ativo em Portugal no século XIV.
As origens, formação, vida e obra de Telo Garcia permanecem envoltas em mistério, estando devidamente documentada apenas a sua colaboração na execução do túmulo do arcebispo de Braga D. Gonçalo Pereira.

## Biografia / Obra

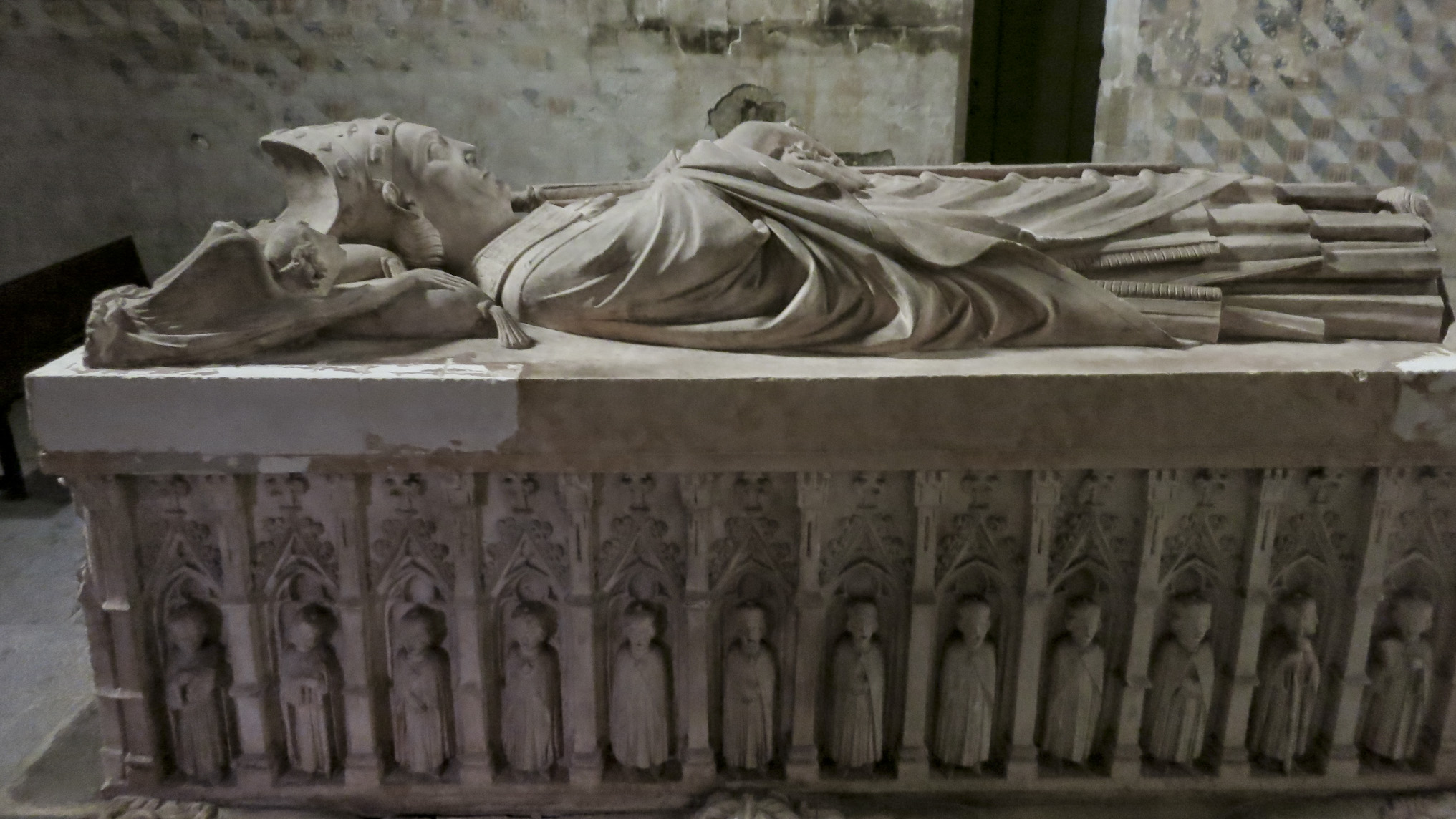
Mestre Pero e Telo Garcia, Túmulo de D. Gonçalo Pereira, séc. XIV

Telo Garcia foi autor, em parceria com Mestre Pero, do túmulo do arcebispo de Braga D. Gonçalo Pereira (Capela de N. S. da Glória, Sé de Braga); a Telo Garcia é atribuído o jacente e a Mestre Pero a arca tumular. Este é um dos primeiros túmulos verdadeiramente monumentais do período gótico em Portugal. Foi esculpido em pedra calcária, "seguindo a composição tradicional dos mais ricos túmulos medievais portugueses – arca paralelepipédica decorada nos quatro faciais, assente sobre seis leões e com jacente sobre a tampa –, resultou, inclusivamente do ponto de vista das opções iconográficas que o decoram, de um programa bem definido pelo próprio arcebispo, expresso no documento de registo oficial da encomenda que celebrou em Lisboa, a 11 de Junho de 1334, com os dois mestres das imagens, mestre Pêro, morador em Coimbra, e mestre Telo Garcia, habitante da cidade de Lisboa".
Desse documento, datado de 1334, depreende-se que Telo Garcia residiria em Lisboa. Segundo Carla Varela Fernandes, poderá ter sido na sua oficina que foram executados (em data posterior), alguns dos mais importantes monumentos funerários da Sé de Lisboa – túmulos de D. Lopo Fernandes Pacheco e de D. Maria de Vilalobos; túmulo de uma infanta –, embora não exista qualquer documento que o comprove; Fernando António Baptista Pereira discorda desta atribuição por considerar que esses dois túmulos terão saído da mão de um mestre de menores recursos plásticos, sugerindo antes a possibilidade de ser de Telo Garcia o notável túmulo de Bartolomeu Joanes (c. 1326), nessa mesma Sé. Este historiador aventa ainda a hipótese de Telo Garcia ter trabalhado em parceria com Mestre Pero nos finais da década de 1330 em diversas obras para a Sé de Évora (nomeadamente no Apostolado do portal do templo e no túmulo do bispo D. Pedro IV)